# Malvidina
A malvidina é um composto orgânico. É um pigmento de coloração violeta bastante abundante na natureza. Faz parte da categoria das antocianina e está presente em frutas como: uva, acerola entre outras e em flores como as do gênero Primula.
É um dos principais corantes do vinho tinto.

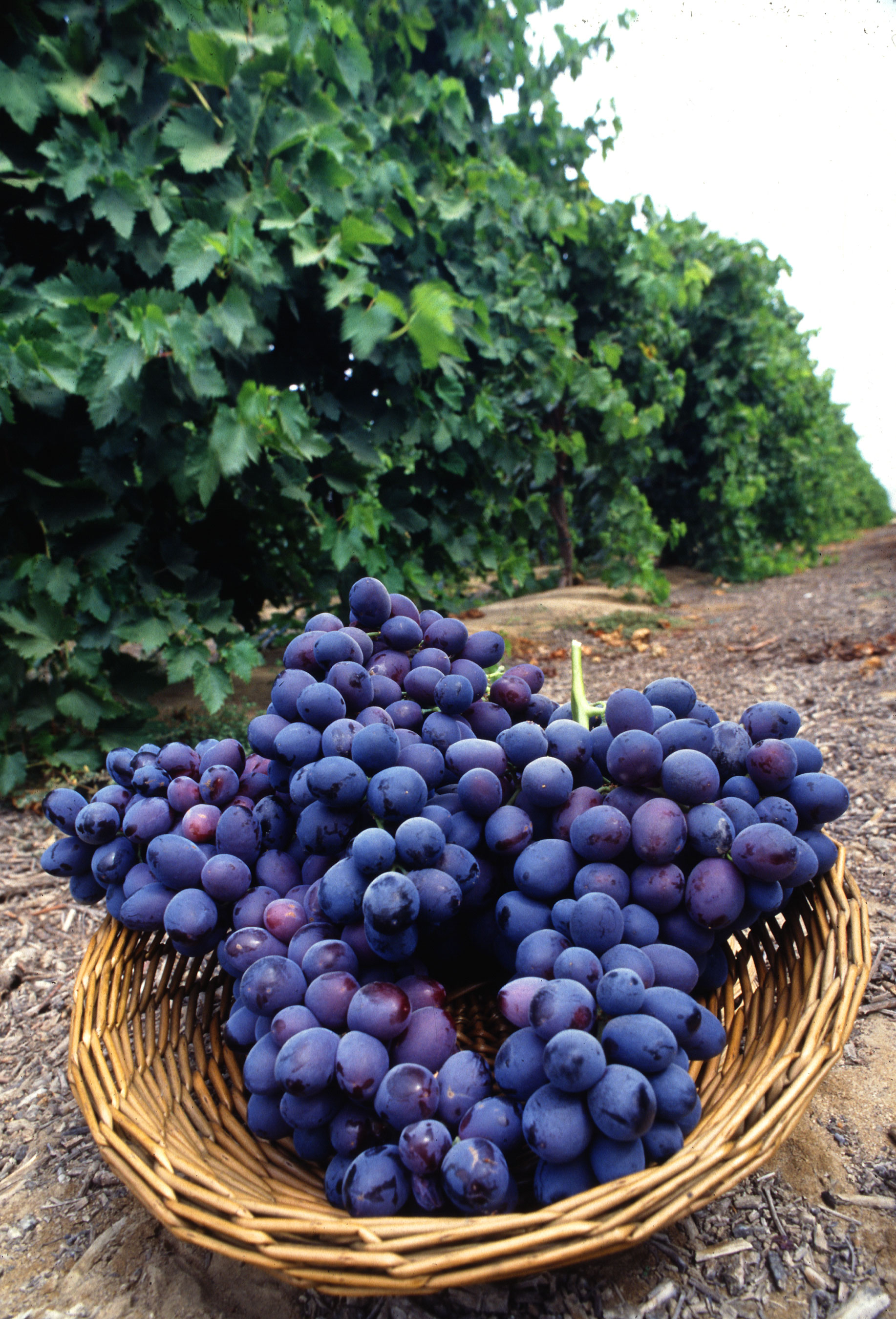
A malvidina é um dos principais pigmentos presentes na uva.

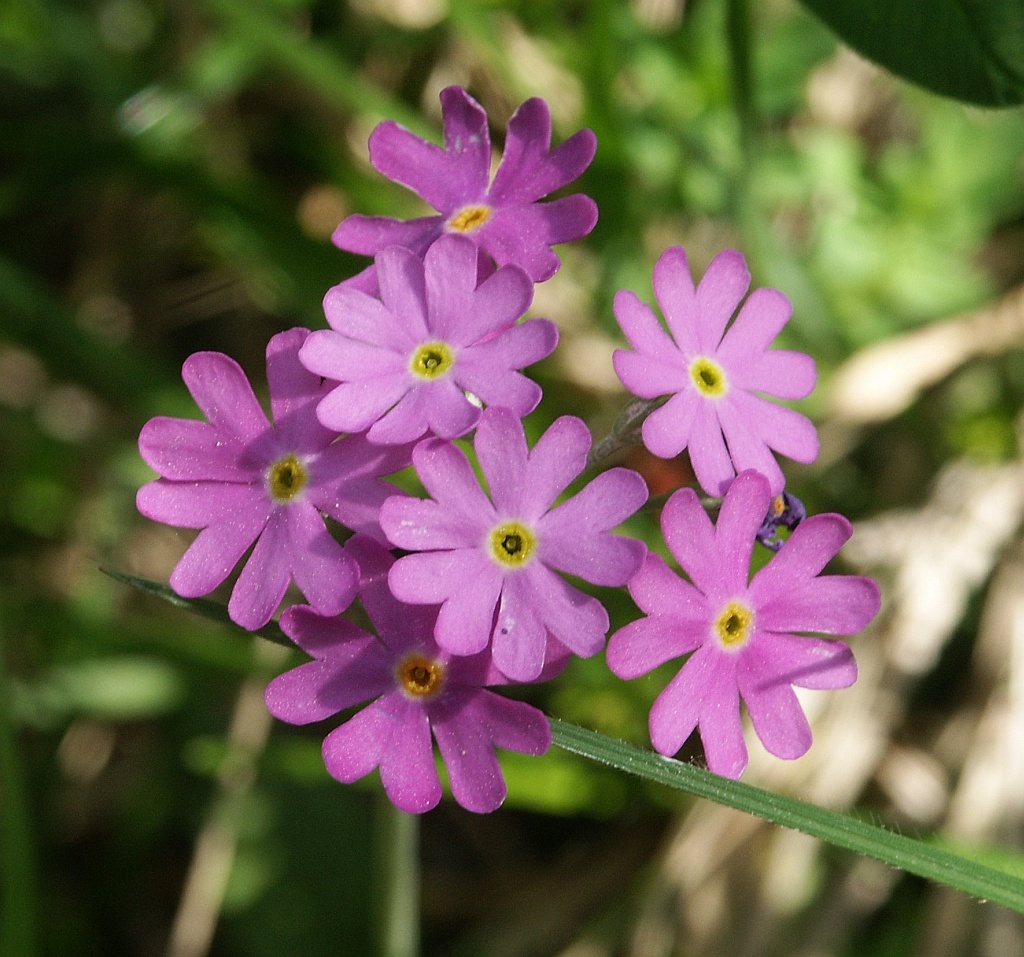
Flor de Primula farinosa